# Paul Baloff
Paul Baloff (születési nevén Pavel Nikolai Baloff; 1960. április 25. – Oakland, 2002. február 2.) orosz származású amerikai énekes, aki az Exodus thrash metal együttes énekeseként vált ismertté, az 1980-as évek legelején. Hangja egyetlen Exodus-stúdióalbumon, az 1985-ben megjelent debütáló Bonded by Bloodon hallható, valamint az 1997-ben megjelent Another Lesson in Violence koncertlemezen. 1986-ban távozott az együttesből, az évtized végén felbukkant a Hirax és a Heathen soraiban is, de lemezt egyik együttessel sem készített. Saját zenekara a Piranha három demót adott ki, majd Baloff is részt vett az Exodus 1997-es újjáalakulásában.
2002-ben agyvérzés következtében kómába esett, majd február 2-án elhunyt.

## Az Exodus énekeseként
1981-ben találkozott egy North Berkeley-beli házibulin az Exodus akkori gitárosával Kirk Hammett-tel. Hammett először Baloff Iron Maiden-jelvényére figyelt fel, majd beszélgetésük során, kiderült, hogy Baloff nemcsak heavy metal rajongó, de szívesen énekelne is egy zenekarban. Így Baloff hamarosan átvette a mikrofont a korábbi énekestől Keith Stewarttól. 1982-re kialakult a Geoff Andrews (basszusgitár), Gary Holt (gitár), Kirk Hammett (gitár), Tom Hunting (dob) és Paul Baloff felállású Exodus, majd 1982-ben megjelent egy háromszámos demó is, melyen már Jeff Andrews kezelte a basszusgitárt. Baloff nyers, csiszolatlan énekhangja nagymértékben hozzájárult ahhoz, hogy az együttes zenei stílusa a Thin Lizzy és Judas Priest ihletettségű hard rock/heavy metaltól egy gyorsabb és vadabb irányba kezdett elmozdulni.
Az irányváltást nagymértékben befolyásolta, egy 1982 őszén tartott Metallica-koncert, ahol az Exodus volt az előzenekar. 1983-ban Hammett a Metallica tagja lett, helyére Rick Hunolt került, majd Andrewst hamarosan Rob McKillop váltotta. Az 1983-as második demón már egy gyorsabb és vadabb Exodus volt hallható, majd 1984-ben elkezdődtek a debütáló album felvételei. A producer Mark Whitaker volt, aki ugyanabba a középiskolába járt, mint Baloff.
A thrash metal egyik legnagyobb klasszikusaként emlegetett nagylemez végül 1985-ben Bonded by Blood címmel jelent meg. Erőszakos és energikus koncertjeik révén nemcsak San Franciscóban alakult ki elkötelezett rajongótáboruk, hanem szerte Amerikában, de Európában is. Baloff inkább volt egy lelkes metalrajongó, mintsem profi énekes, de hangja, és karizmatikus színpadi előadása Gary Holt elmondása szerint, jól passzolt a zenekarba. A gitáros szerint „Nála nagyobb metalossal soha nem találkoztam még. Sem akkor, sem azóta. Az élete volt a metal. Azzal kelt és azzal feküdt. Mindig azt csinálta, hogyha meglátott valakit mondjuk Ratt-pólóban akár egy koncerten, akár az utcán, akkor odament hozzá, és engedélyt kért, hogy a késével levághassa róla a pólót. És le is vágta. Ha kapott engedélyt, ha nem. Ha azt mondta, hogy 'öld meg a pózereket!', nála ez sosem volt vicc. És a levágott pólókat csíkokra szabdalta, majd a csuklójára kötözte. Nála ez olyan volt, mint az indiánoknál a skalp. A dicsőség jele. De amúgy aranyból volt a szíve. A barátaiért mindent megtett. Csak ezt a Los Angeles-metal dolgot rühellte nagyon!”
Kicsapongó életstílusa és egyre nagyobb méreteket öltő alkoholfogyasztása miatt 1986-ban megvált tőle az együttes, személyes és zenei nézeteltérésekre hivatkozva. A következő nagylemez az 1987-es Pleasures of the Flesh munkálatai ekkor már javában folytak, így az album több dalában is szerzőként szerepel Baloff. Utódja Steve "Zetro" Souza lett, aki abban a Legacy zenekarban énekelt korábban, amelyből a Testament lett.

## Az Exodus után, újraegyesülés
1988-ban felbukkant egy rövid időre a Heathen soraiban, de 1989-ben kisegítette a Hirax thrash metal zenekart is. Szintén 1988-ban hozta létre, saját Piranha névre keresztelt zenekarát. Itt társai Geza Szent-Gali dobos, Martin White és Scott Arnot gitárosok és John Brooks basszusgitáros voltak. Első demójuk 1988-ban Big Fucking Teeth címmel jelent meg. A kétszámos anyag az Exodus stílusához hasonlító thrash metalt rejtett, csakúgy, mint két, szintén 1988-as utódja is (Demo, Piranha). Ezt követően Baloff visszavonult az aktív zenéléstől, Dél-Kaliforniába költözött, ahol a tengerparton, pénzért épített grandiózus méretű homokvárakat.
1997-ben az Exodus újjáalakult, az énekes pedig Baloff lett, ezért a koncertek alkalmával elsősorban a vele készült Bonded by Blood anyag alkotta a repertoár nagy részét. Az 1997. március 8-án a San Franciscó-i The Trocaderóban adott koncert rögzítésre került, és 1997. július 8-án Another Lesson in Violence címmel jelent meg. Az albumot lelkesen fogadták a rajongók, folytatás azonban nem készült. A Century Media nem promotálta megfelelően a lemezt, valamint tervben volt egy koncertvideó elkészítése is, ami azonban anyagi nézeteltérések miatt nem készült el.
2001-ben adtak újra koncerteket, főként San Francisco környékén, de tervbe vették egy új album rögzítését is. Már a demófelvételeket készítették, amikor Baloff hirtelen agyvérzést kapott. A tragédia biciklizés után történt, majd kómába került és 2002. február 2-án elhunyt. Az együttes ismét Steve "Zetro" Souza személyében találta meg utódját, majd lejátszották a félbemaradt koncerteket. A kívülállók számára úgy tűnt, hogy ismét feloszlik a zenekar, Gary Holt azonban a folytatás mellett döntött, a 2004-es Tempo of the Damned albumot Baloff emlékének szentelve.
2008. októberében megjelent a Let There Be Blood album, mely a klasszikus 1985-ös Bonded by Blood anyagát tartalmazta, újra felvett formában, tisztelegve az egykori énekes előtt.
2012. február 4-én az Oaklandben található Metro Operahouse-ban rendeztek egy emlékkoncertet Paul Baloff halálának 10. évfordulója alkalmából, ahol olyan korábbi Exodus-tagok is színpadra léptek, mint Rick Hunolt, Jeff Andrews, Geoff Andrews, Rob Dukes és Kirk Hammett is.

## Diszkográfia

### Exodus
- Bonded by Blood (1985)
- Lessons in Violence (1992)
- Another Lesson in Violence (1997)